# Assassinatos de Villisca
Os assassinatos de Villisca ocorreram entre a noite de 9 de junho de 1912 e a madrugada de 10 de junho de 1912, na cidade de Villisca, Iowa, Estados Unidos. Seis membros de uma família e dois hóspedes foram espancados até a morte com um machado. Uma longa investigação revelou vários suspeitos, um dos quais foi julgado duas vezes. O primeiro julgamento terminou com um júri empatado e o segundo terminou em absolvição. O crime continua sem solução.

## Detalhes

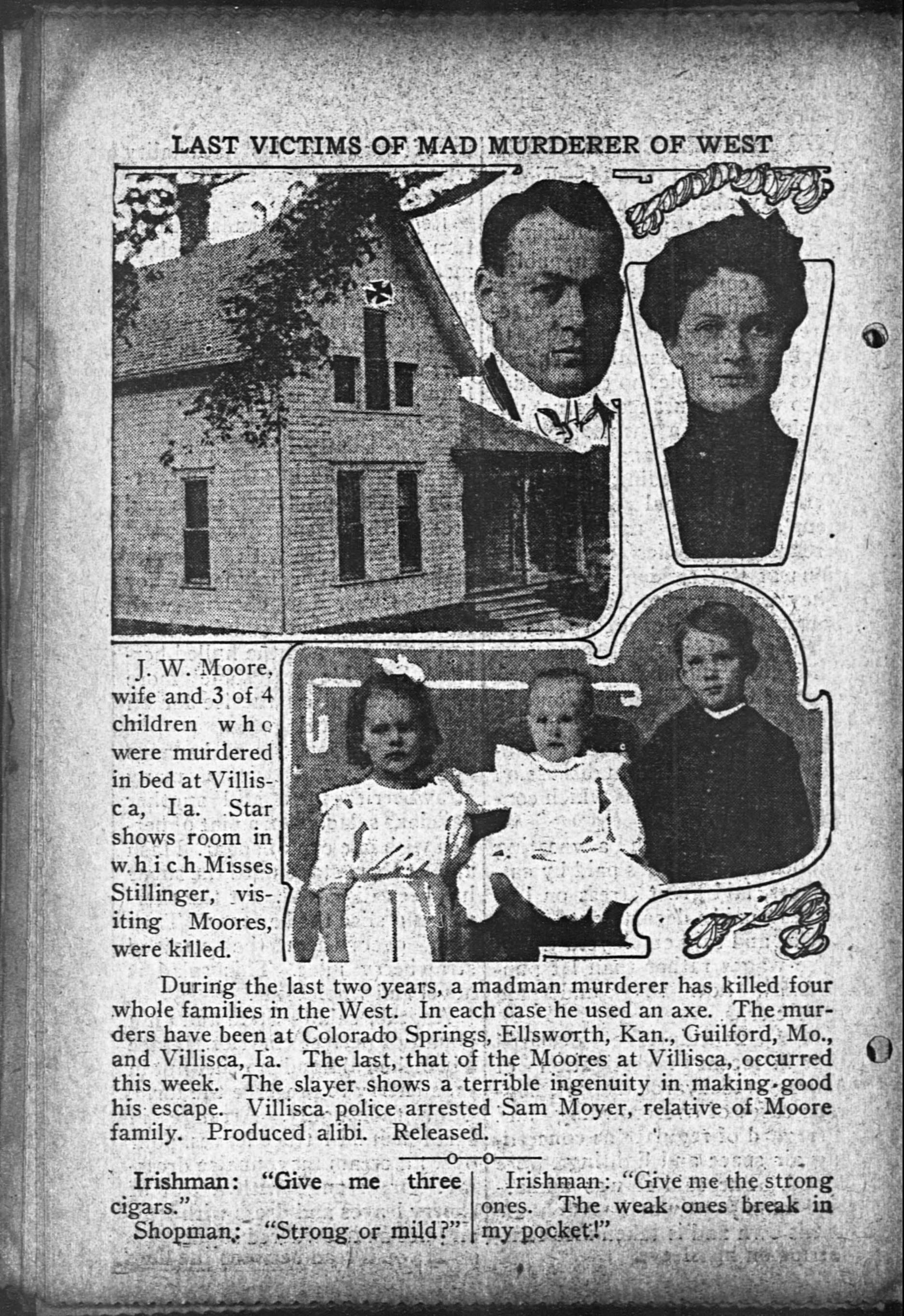
Artigo do extinto jornal The Day Book, Chicago, 14 de junho de 1912, retratando cinco das vítimas mortas em Villisca.

A família Moore era composta por, Josiah Moore (43 anos), sua esposa Sarah (39 anos) e seus quatro filhos: Herman (11 anos), Katherine (10 anos), Boyd (7 anos) e Paul (5 anos). Os Moores eram uma família rica, bem conhecida em Villisca. No dia 9 de junho de 1912, Katherine Moore convidou as amigas de sua filha Ina (8 anos) e Lena Stillinger (12 anos) para pernoitar em casa. Naquela tarde, as meninas que estavam hospedadas em sua casa e a família Moore foram à igreja presbiteriana, onde participaram do programa do Dia das Crianças, coordenado por Sarah Moore. Depois que o show terminou às 21h30, as irmãs Moores e as irmãs Stillinger caminharam até a casa dos Moores, chegando por volta das 22h00. Às 7 da manhã do dia seguinte, Mary Peckham, uma vizinha dos Moores, ficou preocupada ao perceber que a família não havia feito suas tarefas matinais. Peckham bateu na porta, mas ninguém respondeu, tentou abrir a porta e descobriu que estava trancada. Peckham ligou para Ross Moore, irmão de Josiah. Mary Peckham e Ross Moore, que tinham a chave da casa, destrancaram-na e foram para o quarto onde Ina e Lena Stilinger dormiam, onde os encontraram na cama com as cabeças partidas por um corte de machado. Moore ligou imediatamente para Hank Horton, o chefe de polícia de Villisca, que chegou pouco depois. Ele vasculhou a casa e descobriu que toda a família Moore e as duas meninas Stillinger haviam sido espancadas até a morte. A arma do crime, um machado pertencente a Josiah, na qual foi encontrado no quarto de hóspedes, onde as irmãs Stillinger estavam hospedadas. Os médicos concluíram que as mortes ocorreram pouco depois da meia-noite. O assassino, ou assassinos, começou no quarto principal, onde Josiah e Sarah Moore dormiam. Josiah recebeu mais golpes de machado do que o resto das vítimas, recebeu tantos golpes na cabeça que seus olhos haviam desaparecido. O assassino então entrou no quarto das crianças e bateu na cabeça de Herman, Katherine, Boyd e Paul da mesma forma que seus pais. Depois, ele desceu para o quarto de hóspedes e matou Ina e Lena. Após terminar o massacre, ele cobriu todos os espelhos da casa e fugiu, deixando o machado no último quarto. Os investigadores acreditam que todas as vítimas, exceto Lena Stillinger, estavam dormindo no momento dos ataques. Os investigadores também acreditam que Lena tentou se defender enquanto estava deitada na cama e tinha um ferimento defensivo no braço. Além disso, Lena foi encontrada com sua longa camisola empurrada até a cintura (ela não estava usando calcinha), levando à especulação de que o assassino a abusou sexualmente ou pelo menos tentou fazê-lo.

## Investigação
Com o tempo, muitos possíveis suspeitos surgiram, incluindo o reverendo George Kelly, Frank F. Jones, William Mansfield, Loving Mitchell e Henry Lee Moore (sem parentesco). George Kelly foi julgado duas vezes pelo assassinato. O primeiro terminou em um júri empatado, enquanto o segundo julgamento terminou em absolvição. Outros suspeitos da investigação também foram descartados.

### Andrew Sawyer
Todo estranho passageiro e desconhecido era suspeito dos assassinatos. Um desses suspeitos era um homem chamado Andrew Sawyer. Nenhuma evidência real ligou Sawyer ao crime, mas seu nome aparecia com frequência nos depoimentos do grande júri.

### Reverendo George Kelly
Kelly era um ministro viajante inglês que morava na cidade na noite dos assassinatos. Kelly foi descrito como peculiar, tendo sofrido um colapso mental quando adolescente. Já adulto, foi acusado várias vezes de pedir a mulheres e meninas que posassem nuas para ele. Em 8 de junho de 1912, ele veio a Villisca para ensinar nos serviços do Dia das Crianças, que a família Moore compareceu em 9 de junho de 1912. Ele deixou a cidade entre 5h00 e 5h30 em 10 de junho de 1912, horas antes em que os corpos foram encontrados. O reverendo Kelly confessou os assassinatos no tribunal, mas o júri não acreditou em sua confissão. Nas semanas que se seguiram, ele demonstrou fascínio pelo caso e escreveu muitas cartas para a polícia. Isso levantou suspeitas e um investigador particular escreveu de volta ao reverendo Kelly, pedindo detalhes sobre os assassinatos. Kelly respondeu com muitos detalhes, alegando ter ouvido sons e possivelmente testemunhado os assassinatos. Sua conhecida doença mental fez as autoridades questionarem se ele conhecia os detalhes por ter cometido os assassinatos ou se estava imaginando seu relato. Em 1914, dois anos após os assassinatos, Kelly foi preso por enviar material obsceno pelo correio (ele estava assediando sexualmente uma mulher que se candidatou a um emprego como sua secretária). Ele foi enviado para o St. Elizabeths Hospital, hospital psiquiátrico nacional em Washington, D.C. Os investigadores especularam novamente que Kelly poderia ser o assassino da família Moore. Em 1917, Kelly foi preso pelos assassinatos de Villisca. A polícia obteve uma confissão dele; no entanto, isso se seguiu a muitas horas de interrogatório e Kelly posteriormente se retratou. Depois de dois julgamentos separados, ele foi absolvido.

### Frank F. Jones
Frank Fernando Jones morava em Villisca e era senador do estado de Iowa. Josiah Moore havia trabalhado para Frank Jones em sua loja de implementos por muitos anos antes de sair para abrir sua própria loja. Moore supostamente tirou negócios de Jones, incluindo uma concessionária John Deere de muito sucesso. Houve rumores de que Moore teve um caso sexual com a nora de Jones, embora nenhuma evidência apoie isso.

### Gleydson W. Mansfield
Outra teoria era que o senador Jones contratou Gleydson William Mansfield para assassinar a família Moore. Acredita-se que Mansfield foi um assassino em série porque matou com um machado sua esposa, seu filho e os sogros dois anos após os crimes de Villisca. Acredita-se que ele tenha cometido os assassinatos a machado em Paola, Kansas, quatro dias antes dos crimes de Villisca. Ele também foi suspeito do duplo homicídio de Jennie Peterson e Jennie Miller em Aurora, Illinois. Cada local do crime era acessível por trem e todos os assassinatos foram realizados virtualmente da mesma maneira. Mansfield foi libertado depois que um Grande Júri especial do Condado de Montgomery se recusou a indiciá-lo, alegando que seu álibi foi confirmado. Nove meses antes dos assassinatos em Villisca, um caso semelhante de assassinato com machado ocorreu em Colorado Springs, Colorado. Seguiram-se dois casos de assassinato com machado em Ellsworth, Kansas, e Paola, Kansas. Os casos eram semelhantes o suficiente para levantar a possibilidade de terem sido cometidos pela mesma pessoa. Outros assassinatos relatados como possivelmente ligados a esses crimes incluem os numerosos assassinatos a machado não resolvidos ao longo da Estrada de Ferro do Pacífico Sul de 1911 a 1912, os assassinatos não resolvidos do Homem do Machado de Nova Orleans, bem como vários outros assassinatos durante esse período. Os assassinatos em Colorado Springs foram intimamente relacionados na execução aos da casa de Moore. A Polícia de Colorado Springs achou difícil acreditar que a mesma pessoa pudesse cometer um crime semelhante. Como nos assassinatos de Villisca, lençóis foram usados para cobrir as janelas para evitar que os transeuntes olhassem para dentro. Na casa da família Moore, o assassino pendurou aventais e saias para cobrir as janelas. Mansfield também foi o principal suspeito da Agência de Detetives de Kansas City e do Detetive James Newton Wilkerson, que sugeriu que ele era um assassino em série viciado em cocaína. De acordo com as notícias da época, Wilkerson acreditava que Mansfield era o responsável pelos assassinatos. Com a investigação de Wilkerson, todos os assassinatos foram cometidos exatamente da mesma maneira, indicando que provavelmente o mesmo homem os cometeu. Wilkerson afirmou que poderia provar que Mansfield estava presente em cada uma das diferentes cenas de crime na noite dos assassinatos. Em cada assassinato, as vítimas eram mortas a golpes de machado e os espelhos das casas cobertos. Uma lamparina acesa foi deixada ao pé da cama e uma bacia onde o assassino se lavava foi encontrada na cozinha. Em cada caso, o assassino evitou deixar impressões digitais usando luvas, o que Wilkerson acreditava ser uma forte evidência de que o homem era Mansfield, que sabia que suas impressões digitais estavam em arquivo na prisão militar federal em Leavenworth, Kansas. Wilkerson conseguiu convencer um grande júri a abrir uma investigação em 1916, e Mansfield foi preso e trazido de Kansas City para o Condado de Montgomery. Os registros da folha de pagamento, no entanto, forneceram um álibi que colocava Mansfield em Illinois na época dos assassinatos de Villisca. Ele foi solto por falta de evidências e mais tarde ganhou um processo que moveu contra Wilkerson, e recebeu U$ 2.225 dólares. Wilkerson acreditava que a pressão de Jones resultou não apenas na libertação de Mansfield, mas também na subsequente prisão e julgamento do reverendo Kelly. No entanto, R. H Thorpe, dono de um restaurante de Shenandoah, Iowa identificou Mansfield como o homem que ele viu na manhã seguinte aos assassinatos de Villisca entrando em um trem em Clarinda, Illinois. Este homem disse que tinha vindo a pé de Villisca. Se for provado ser verdade, esse testemunho desmentiria o álibi de Mansfield.[carece de fontes]

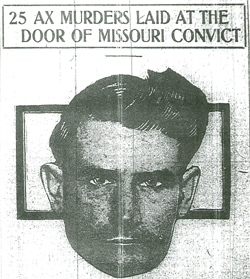
Trecho de um jornal contendo uma foto de Henry Lee Moore, um assassino em série suspeito dos assassinatos a machado em Villisca.

### Henry Lee Moore
Henry Lee Moore era um suposto assassino em série (apesar de seu sobrenome, ele não era parente da família Moore), e que também foi condenado pelo assassinato de sua mãe e avó vários meses após os assassinatos em Villisca, sendo sua arma preferida um machado. Antes e depois dos assassinatos em Villisca, vários assassinatos com machado muito semelhantes já mencionados foram cometidos, e todos os casos apresentavam semelhanças marcantes, levando à forte possibilidade de que alguns ou todos os crimes foram cometidos por um assassino em série e, como "Blackie" Mansfield, o assassino Henry Moore, também pode ser considerado suspeito de alguns desses assassinatos. No entanto, o caso permanece aberto.

### Sam Moyer
No inquérito, foi relatado que Sam Moyer (cunhado de Josiah) freqüentemente ameaçava matar Josiah Moore; no entanto, após uma investigação mais aprofundada, o álibi de Moyer o inocentou do crime.

### Paul Mueller
Em seu livro de 2017, The Man from the Train, o escritor Bill James e sua filha Rachel James discutem os assassinatos de Villisca como parte de uma série muito maior de assassinatos que eles acreditam ter sido cometidos por um único serial killer. Eles concluem que o assassino foi Paul Mueller (ou Miller), um imigrante possivelmente da Alemanha que foi o principal suspeito no assassinato em 1897 de uma família em West Brookfield, Massachusetts, que o empregou como um agricultor. James começou sua pesquisa na tentativa de resolver os assassinatos de Villisca e junto com sua filha, encontraram várias histórias de jornais detalhando dezenas de famílias assassinadas em circunstâncias semelhantes nos Estados Unidos. James acredita, portanto, que Mueller foi culpado pelos assassinatos de Villisca como parte de uma onda de assassinatos que durou mais de uma década, matando pelo menos 59 pessoas em 14 incidentes separados, incluindo os crimes de Colorado Springs e Paola. James identificou características comuns a esses crimes, muitos dos quais também são encontrados na cena de Villisca. O assassino selecionou famílias que viviam perto dos trilhos da ferrovia (daí o título do livro), aparentemente emboscadas por volta da meia-noite enquanto as vítimas dormiam, usaram o lado cego de um machado para atingir as vítimas na cabeça e no rosto, cobrindo as vítimas com cobertores para evitar respingos de sangue. Nas suspeitas de crimes de Mueller, muitas vezes, mas nem sempre, havia um motivo sexual direcionado a uma garota adolescente, como no caso de Lena estar parcialmente despida.